# Овсянников, Лев Васильевич
Лев Васи́льевич Овся́нников (22 апреля 1919, Васильсурск — 23 мая 2014, Новосибирск) — советский и российский математик и механик, академик АН СССР (1987; член-корреспондент с 1964). Лауреат Ленинской премии и Государственной премии СССР.
Внёс вклад в развитие механики и прикладной математики, получил ставшие классическими результаты в гидродинамике, трансзвуковой газовой динамике, развил фундаментальное научное направление — групповой анализ дифференциальных уравнений — ставшее мощным универсальным инструментом для исследования математических моделей механики и физики. Создал научную школу. Выступил как организатор науки.

## Биография
Родился в семье землемера и сельской учительницы. Семья переезжала по местам службы отца, жили в Костроме, с 1927 года — в Москве, где Лев пошёл в школу.
В 1935 году перешёл в 25-ю образцовую школу, одноклассником был в будущем известный учёный-математик А. Д. Мышкис.
В 1937 году окончил среднюю школу и поступил в Московский университет, учился вместе с К. И. Бабенко, И. И. Воровичем, Н. Н. Моисеевым, А. Д. Мышкисом, дружбу с которыми сохранил на всю жизнь. Ученик Д. Е. Меньшова, осенью 1941 года окончил механико-математический факультет университета (ускоренный выпуск).

Осенью участвовал в строительстве оборонительных сооружений на подступах к Москве (норма 8 кубометров земляных работ в день). Затем — был направлен в качестве слушателя в Ленинградскую Краснознамённую военно-воздушную инженерную академию (ЛКВВИА). В 1945 году с отличием окончил ЛКВВИА, дипломная работа на тему «Высотный самолёт-истребитель». В том же году стал адъюнктом Академии, а в 1948 году защитил кандидатскую диссертацию, научный консультант С. В. Фалькович.
С 1948 по 1953 год вёл преподавательскую работу в ЛВВИА и в Ленинградском государственном университете. Первые научные работы, выполненные в конце 1940-х — начале 1950-х годов, относятся к газовой динамике, к теории околозвуковых течений. Овсянников положил начало новому научному направлению, имеющему первостепенное научное значение для анализа задач математической физики — групповому анализу дифференциальных уравнений. В 1953—1956 годах работал в научно-исследовательском коллективе, руководимом академиком М. А. Лаврентьевым. В 1958 году был удостоен Ленинской премии за работы в области приборостроения, способствовавшие повышению обороноспособности страны.
В 1959 году по приглашению академика М. А. Лаврентьева перешёл на работу во вновь созданное Сибирское отделение АН СССР в Новосибирске и стал одним из первых сотрудников Института гидродинамики СО АН СССР. В 1961 году защитил диссертацию на соискание учёной степени доктора физико-математических наук (тема диссертации «Групповые свойства дифференциальных уравнений»). В 1966—1969 годах был деканом механико-математического факультета Новосибирского государственного университета. В Институте гидродинамики прошёл путь от старшего научного сотрудника до директора (1976—1986 гг.). В 1964 году избран членом-корреспондентом, а в 1987 году — действительным членом Академии наук СССР.

## Память

Могила Л. В. Овсянникова

Похоронен на Южном (Чербузинском) кладбище Новосибирска.
В честь Овсянникова названа аудитория НГУ.

## Награды
- Орден «За заслуги перед Отечеством» IV степени (21 апреля 1998) — за заслуги перед государством, многолетний добросовестный труд и большой вклад в укрепление дружбы и сотрудничества между народами[5]
- Орден Октябрьской Революции (1975)[6]
- Орден Трудового Красного Знамени (1967, 1981)[6][1]
- Ленинская премия (1958)[6][1]
- Государственная премия СССР (1987, совместно с Н. Х. Ибрагимовым)[7]
- Медали, в том числе «За боевые заслуги», «За победу над Германией в Великой Отечественной войне 1941—1945 гг.»[6][1].